# پشت شیران
پشت شیران، روستایی از توابع بخش مرکزی شهرستان کرمان در استان کرمان ایران است.

## جمعیت
این روستا در30کیلومتری استان کرمان قرار دارد و براساس سرشماری مرکز آمار ایران در سال ۱۳۸۵، جمعیت آن ۱۵۹ نفر (۴۶خانوار) بوده‌است در همسایگی روستای تیزینگ از شمال واز جنوب به روستای نهضت ابادو از شرق به روستای درختنگان واز مغرب به کوههای سر به فلک کشیده کوهپایه 